# Joseph Bonomi el Viejo

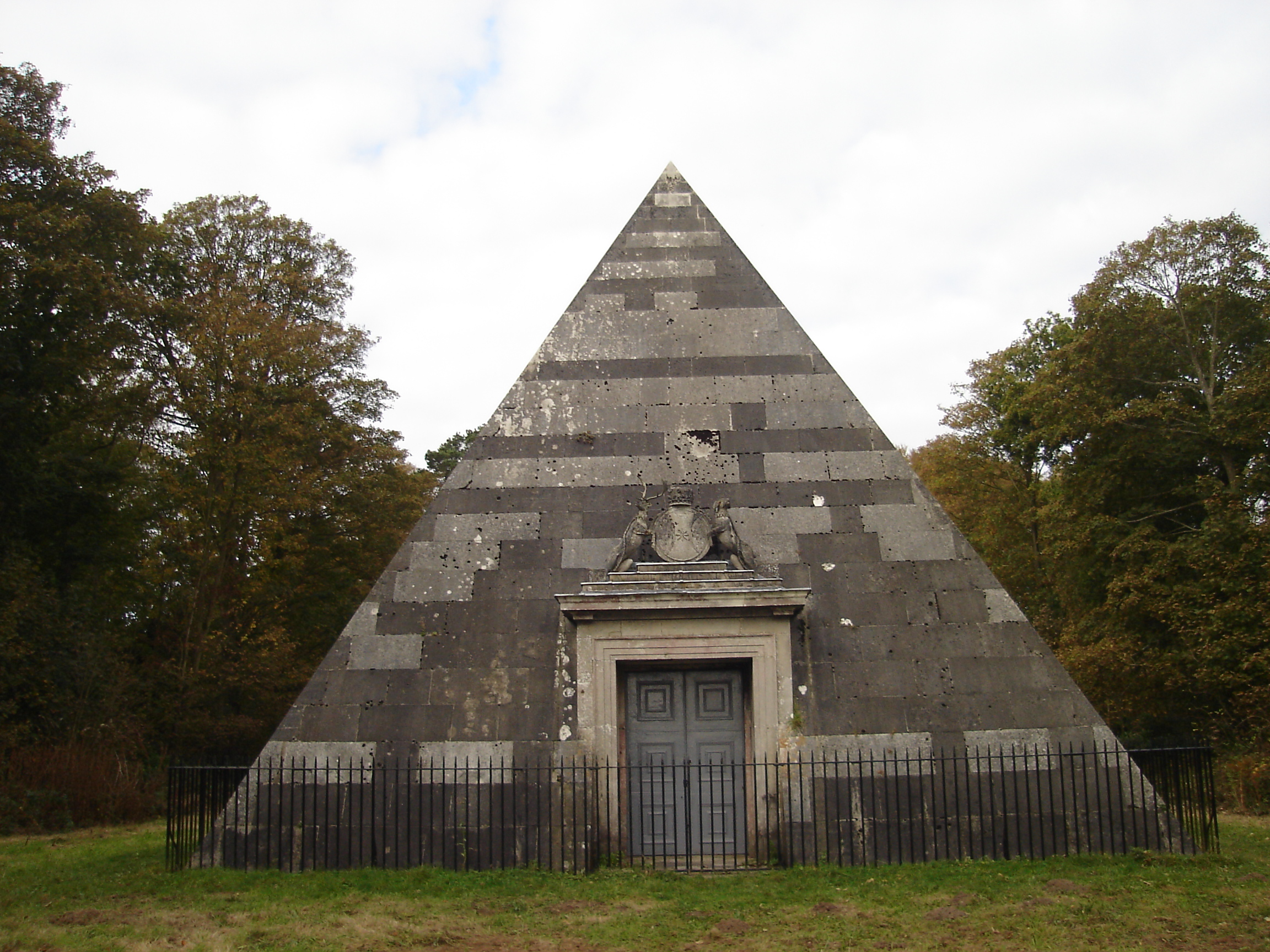
Mausoleo piramidal en el parque Blickling Hall realizado en 1797, a partir del modelo de la tumba piramidal de Caius Cestius Gallus por Bonomi, siguiendo las instrucciones de William Assheton Harbord, 2.º baron de Suffield y de su esposa, Caroline Hobart, hija de John Hobart, 2.º conde de Buckinghamshire, que está enterrado allí.

Joseph Bonomi el Viejo ARA (Roma, 19 de enero de 1739 - Londres, 9 de marzo de 1808) fue un arquitecto y dibujante italiano que pasó la mayor parte de su carrera en Inglaterra, donde se convirtió en un exitoso diseñador de casas de campo.

## Biografía
Nació como Giuseppe Bonomi en Roma el 19 de enero de 1739. Estudió en el Colegio Romano y luego estudió arquitectura con Girolamo Teodoli. Se labró su primera reputación en Roma antes de trasladarse a Londres en 1767 por invitación de los hermanos Robert y James Adam, que lo emplearon como dibujante desde 1768. En sus primeros años en Inglaterra Bonomi también trabajó como ayudante de Thomas Leverton.
Se convirtió en amigo íntimo de la pintora Angelica Kauffman, con cuya prima Rosa Florini se casó en 1775. El año siguiente produjo un diseño para una sacristía propuesta para Basílica de San Pedro de Roma, lo que puede indicar que visitó su ciudad natal en torno a ese tiempo. En 1783, Kauffman convenció a Bonomi para que regresase a Roma, donde vivía entonces. Llevó a su esposa y a sus hijos con él, y el traslado parece haber sido pensado para ser permanente; sin embargo el año siguiente la familia volvió a Londres, donde Bonomi permanecerá el resto de su vida.
El primer trabajo independiente conocido de Bonomi data de 1784. Después de esto se convirtió rápidamente en un exitoso diseñador de casas de campo. En 1789, fue elegido como Asociado de la Royal Academy, y desde entonces exhibió constantemente dibujos arquitectónicos. Joshua Reynolds, presidente de la Academia, había querido que Bonomi se convirtiera en un académico completo, considerándolo un candidato adecuado para la cátedra vacante de perspectiva; la mayoría de los académicos se opusieron a esta sugerencia, y Bonomi se convirtió solo en asociado, y eso solo gracias al voto de calidad del presidente.  Reynolds renunció a su presidencia en protesta, pero pronto fue reelegido.
En 1804 fue nombrado arquitecto de San Pedro en Roma, aparentemente solo como una posición honorífica. 5
Murió en Londres el 9 de marzo de 1808, a los 69 años, y fue enterrado en el cementerio de Marylebone.

## Familia
En 1775 se casó con Rosa Florini, prima de Angelica Kauffman. Uno de sus hijos, Ignatius Bonomi (1787–1870), también fue arquitecto, y otro, Joseph Bonomi el Joven (1796-1878), se convirtió en un eminente escultor, artista y egiptólogo.

## Estilo arquitectónico
En un documento leído en el Real Instituto de Arquitectos Británicos en 1869, Wyatt Papworth resumió el enfoque de Bonomi:

El estilo adoptado por él era el italiano o romano modernizado; y procuró obtener el efecto característico apropiado al objeto de su diseño, más bien por justas proporciones y buenos detalles que por la innecesaria ornamentación y la pequeñez de las partes, mostrando así su preferencia por el "arquitectónico" sobre el "Pintoresco".
The style adopted by him was the Italian or modernised Roman; and he sought to obtain the characteristic effect appropriate to the object of his design, rather by just proportions and good details than by unnecessary ornamentation and littleness of parts, thus exhibiting his preference for the "Architecturesque" over the "Picturesque."
 Wyatt Papworth

Tomó una aproximación audaz a la arquitectura clásica, y estaba dispuesto a romper sus reglas aceptadas, por ejemplo, omitiendo el friso de un entablamento o sosteniendo un pórtico sobre un número impar de columnas. Una innovación favorita fue proyectar el pórtico principal de una casa lo suficientemente profundo como para formar un  porte cochère  (es decir, un refugio para carruajes).

## Obras
Sus principales obras fueron:

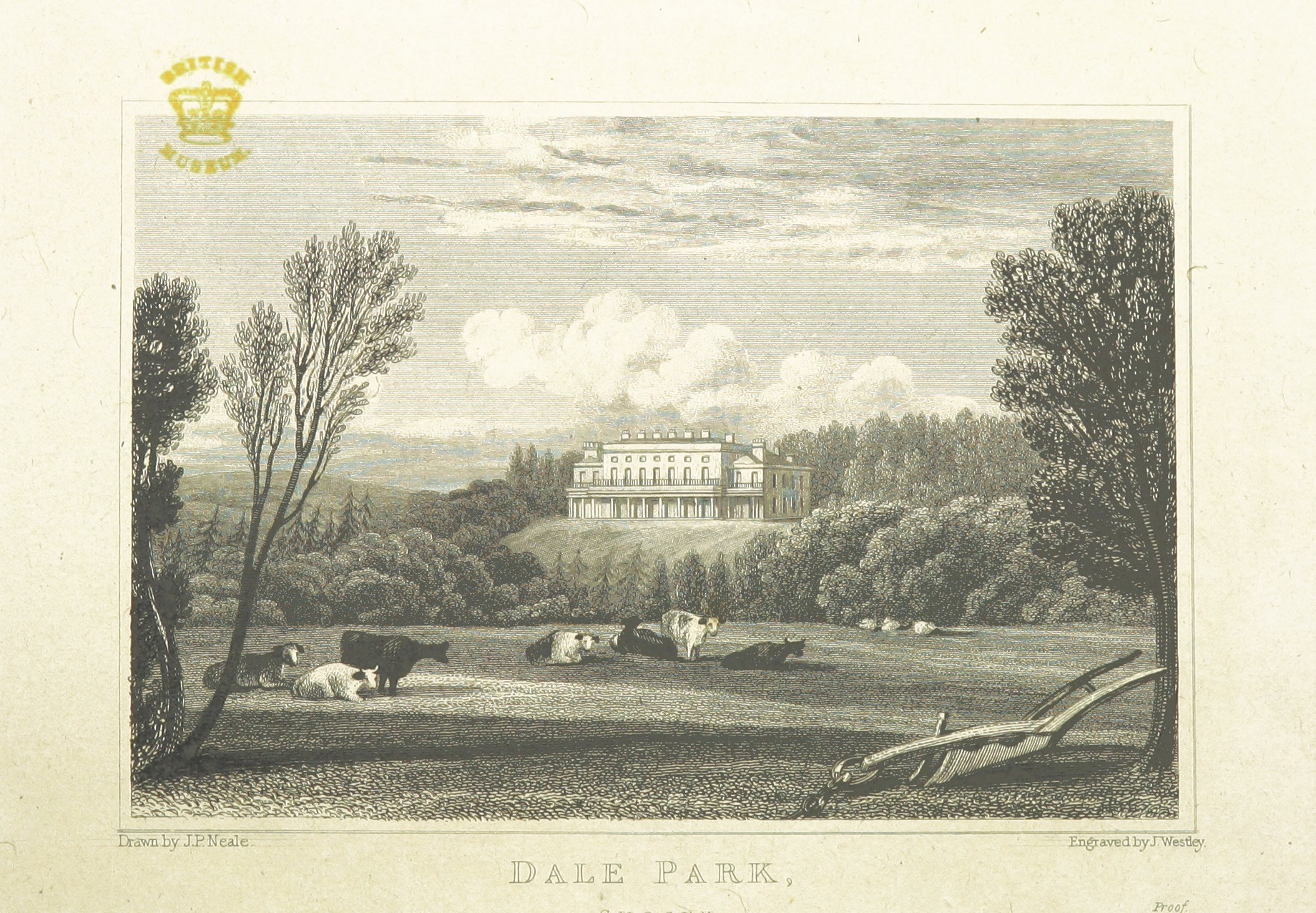
Dale Park

- Dale Park, Madehurst, Sussex (1784). Demolida en 1959.[6]
- Partes of Towneley Hall cerca de Burnley en Lancashire.
- Barrells Hall, cerca de Ullenhall, Henley in Arden Warwickshire, hogar de Lady Luxborough y de la familia Newton de Glencripesdale Estate, Argyll.
- Galería en Packington Hall, Great Packington, Warwickshire, para Heneage Finch, Earl of Aylesford.[2]
- St James' Church, Great Packington, Warwickshire (1789–92).[2]
- Saloon for Lady Montagu's house in Portman Square, Londres (1790). Destruida en 1941[2][3]
- Eastwell House, Kent, para George Finch Hatton (1793-1799).[2]
- Londres, la Capilla española, Manchester Square (1793-1796; demolida en 1880)[7] reemplazada por la iglesia de Santiago el Mayor (Londres)
- Pyramidal mausoleum en Blickling Park, Norfolk en memoria de John, 2.º conde de Buckinghamshire.[2]
- Salón y escalinatas en Piercefield House, Monmouthshire.[2]
- Remodelación de Stansted Park, Sussex (con James Wyatt).
- Alteraciones en Hatchlands Park, cerca de Guildford, Surrey.
- Iglesia principal de Nuestra Señora de la Asunción y San Gregorio, Westminster, Londres (1789–1790).
- Laverstoke House, Laverstoke, Hampshire (1798).
- Secciones del Lambton Castle, cerca de Washington, condado de Durham (1798–1802). El castillo fue más adelante ampliado por su hijo Ignatius.[2]
- Longford Hall, Shropshire.
- Rosneath House, Dunbartonshire, para el duque de Argyll (1803–1806). Demolida en 1961.[2][8]

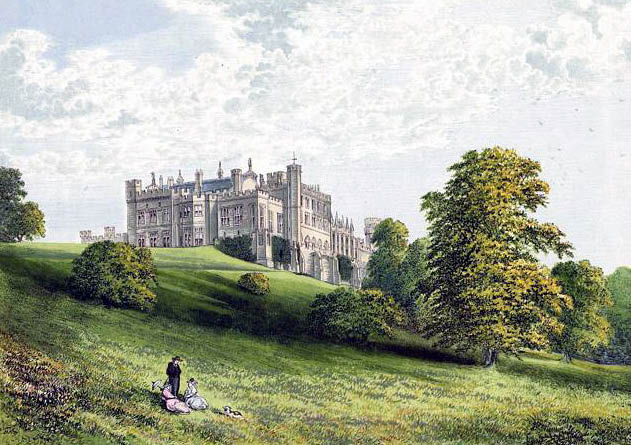
Lambton Castle, à Chester-le-Street, comté de Durham
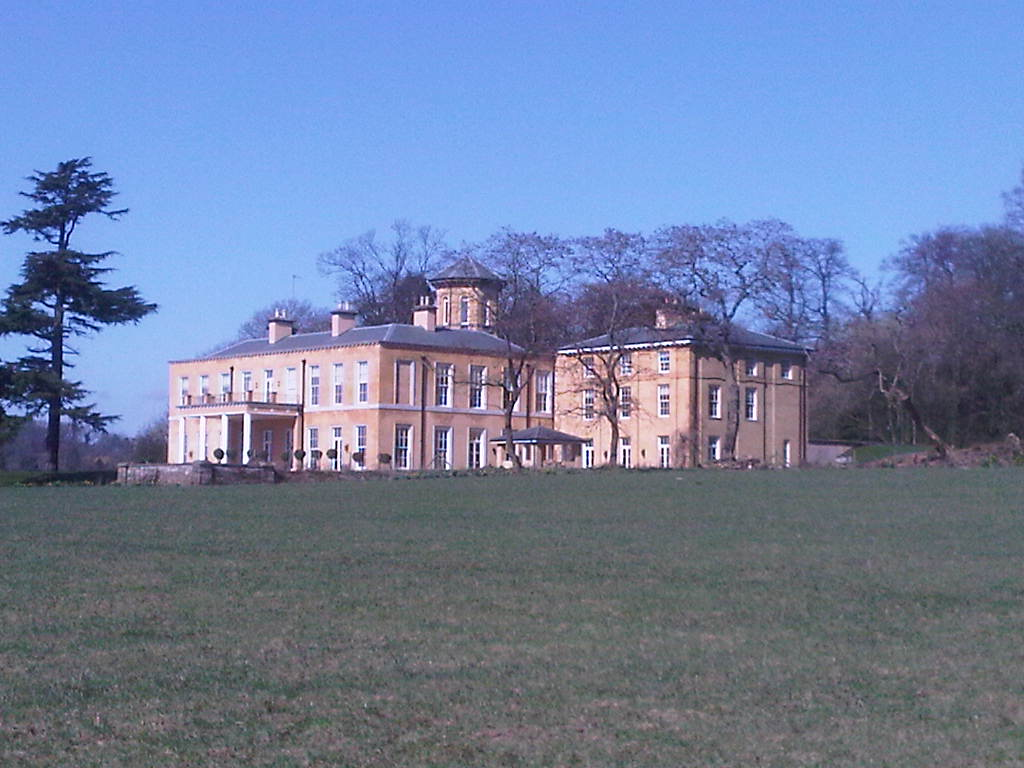
Barrells Hall, cerca de Henley-in-Arden, Warwickshire
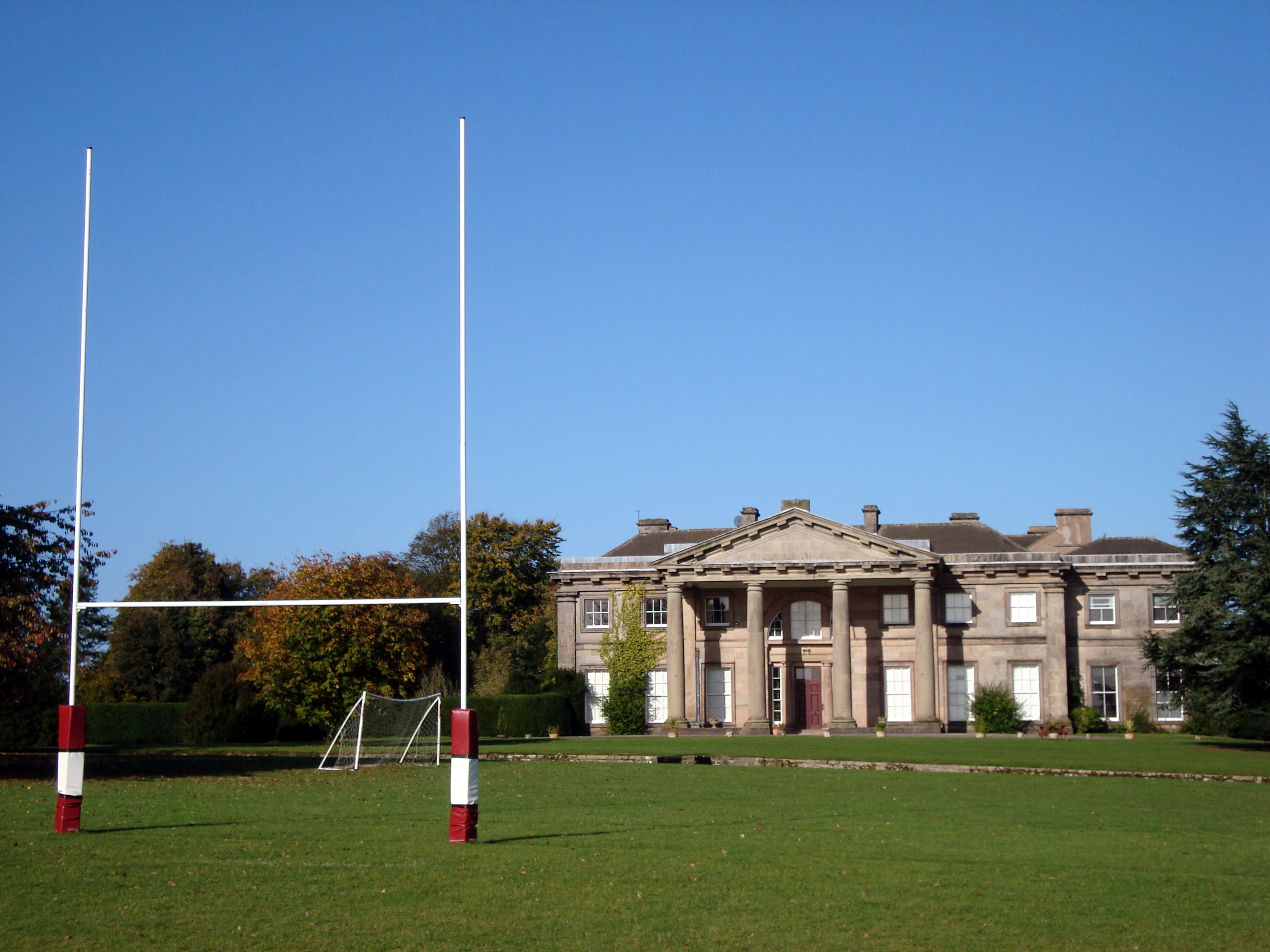
Longford Hall
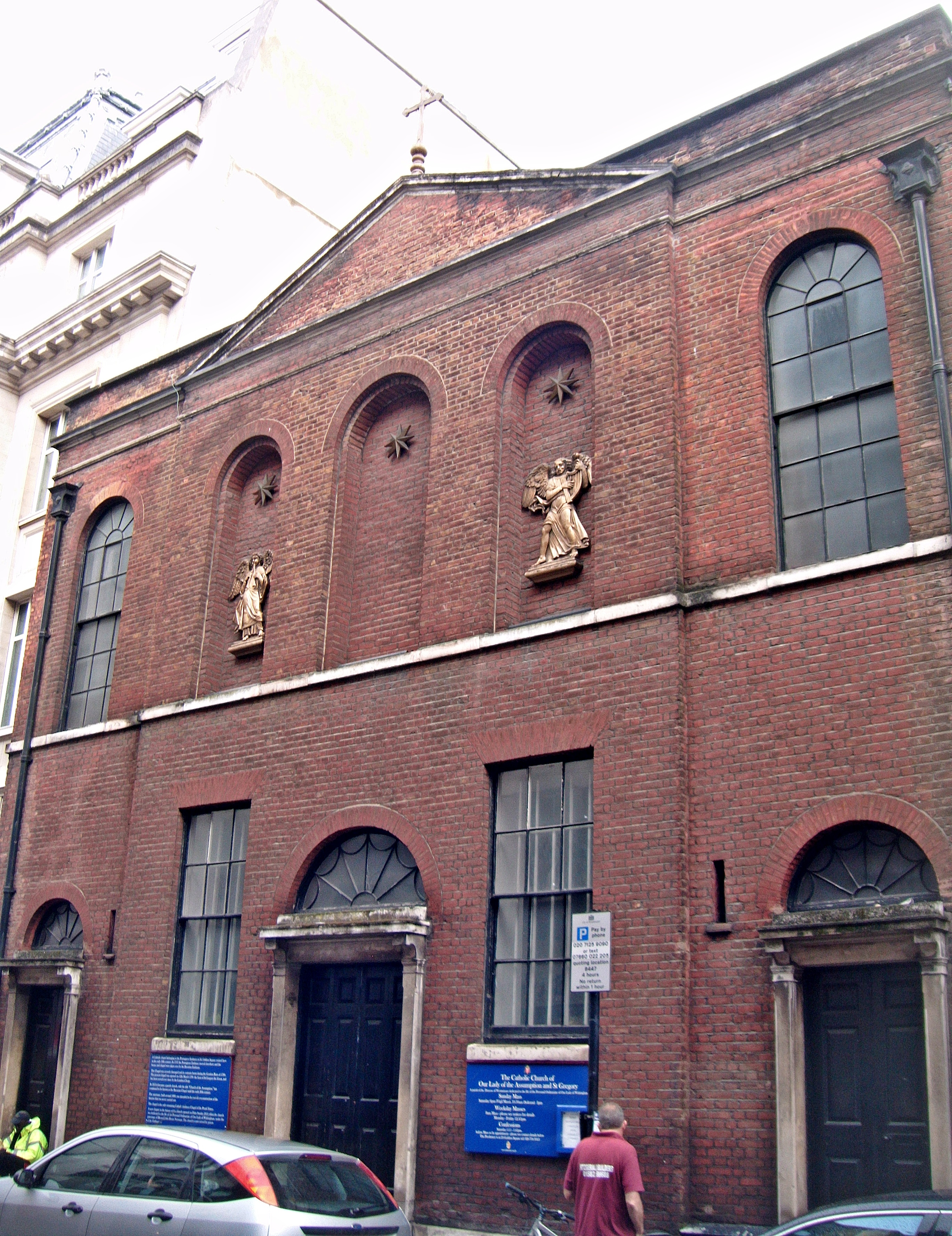
Iglesia principal de Nuestra Señora de la Asunción y San Gregorio en Westminster
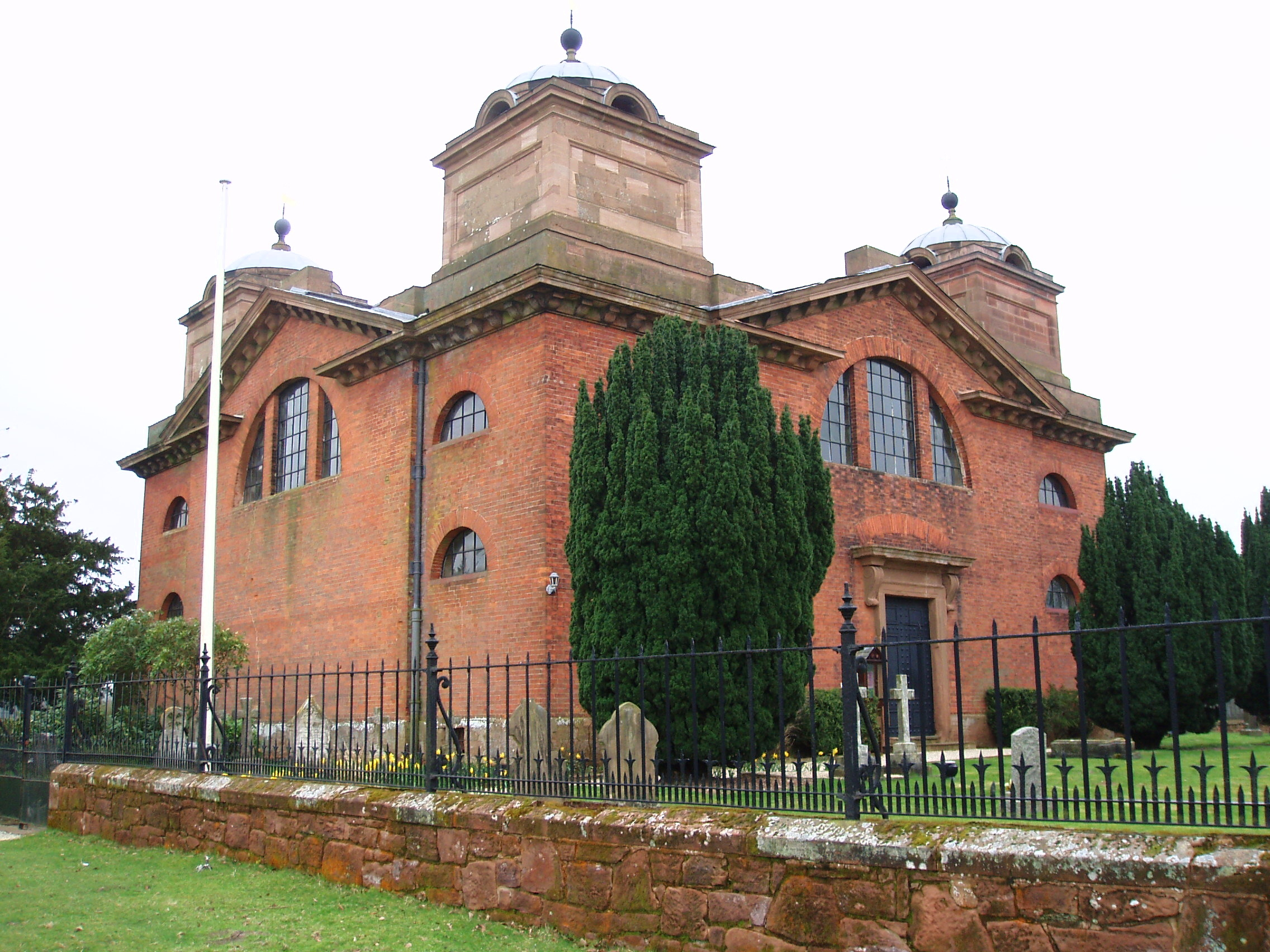
Iglesia de Saint-Jacques, en la finca de Packington Hall, cerca de Meriden, Warwickshire

## Literatura
Bonomi es mencionado brevemente en Sentido y Sensibilidad. En la novela, Robert Ferrars le dice a Elinor (quizás falsamente) que su amigo lord Courtland le había mostrado tres diseños de casa hechos por Bonomi y le pidió que eligiera entre ellos, pero que Robert los había quemado y había aconsejado a Courtland que construyera un cottage.